# المحنيبة (بني سعد)

تعديل مصدري - تعديل

المحنيبة هي إحدى قرى عزلة بني الشويشى بمديرية بني سعد التابعة لمحافظة المحويت، بلغ تعداد سكانها 379 نسمة حسب تعداد اليمن لعام 2004.